# Andrés Díaz (Cellist)
Andrés Díaz (* 1964 in Santiago de Chile) ist ein US-amerikanischer Cellist und Musikpädagoge chilenischer Herkunft.
Díaz hatte den ersten Cellounterricht im Alter von fünf Jahren. Ab 1973 war er an der Georgia Academy of Music in Atlanta Schüler von Marthe Gerchefski. 1986 gewann er den Ersten Preis bei der Naumburg International Cello Competition. Am New England Conservatory studierte er bei Laurence Lesser und Colin Carr. Er war fünf Jahre Associate Professor für Cello an der Boston University und leitete bis 2001 das Tanglewood Institute Quartet Program.  Danach ging er nach Dallas, wo er als Professor für Cello und Leiter des Streicher-Departments an der Southern Methodist University unterrichtet.
Als Solist trat Díaz u. a. mit der Atlanta Symphony unter Robert Shaw, mit dem American Symphony Orchestra in der Carnegie Hall, mit den Orchestern von Milwaukee, Seattle und Rochester unter Christopher Seaman, mit dem Boston Pops Orchestra, mit dem Chicago Symphony Orchestra unter Edo de Waard beim Ravinia Festival und mit dem National Symphony Orchestra auf und unternahm Tourneen durch Chile, Venezuela, Argentinien und die Dominikanische Republik, Taiwan, Hongkong, Korea, Japan, Hawaii und Kanada. Mit dem Sinfonieorchester von Saratow gab er Konzerte in Saratow und Moskau, mit dem New Zealand Chamber Orchestra hatte er Auftritte in allen größeren Städten Neuseelands. Er nahm an den Festivals von Santa Fe, La Jolla, Marlboro, Ravinia, Spoleto, Saratoga, dem Bravo!-Festival in  Colorado und dem Festival Music@Menlo teil und gewann beim Tanglewood Festival den Pierre Mayer Memorial Award als herausragender Streichinstrumentalist.
Mit dem Geiger Andres Cardenes und dem Bratschisten Roberto Díaz bildet er das Díaz String Trio. Dieses war von 1994 bis 1996 Trio in Residence der Florida International University. Das Ensemble spielte 2003 in der Carnegie Hall die Uraufführung von Gunther Schullers Streichtrio, nahm an Festivals in Pittsburgh, Washington, Bosten, Los Angeles und Miami, in Finnland und Frankreich teil und unternahm Tourneen durch Südamerika, Mexiko und Kanada. Auf Einladung Isaac Sterns trat es zum 100. Jahrtag der Eröffnung der Carnegie Hall auf. Auf dem Label Dorian veröffentlichte das Trio Musik von Niccolo Paganini, es folgte 2003 ein Album mit Kompositionen von Krzysztof Penderecki, Ernst von Dohnányi und Ludwig van Beethoven.

## Weblink
- Website von Andrés Díaz